# Шпет, Франц Якоб
Франц Якоб Шпет (нем. Franz Jakob Späth; 1714 — 1786) — германский конструктор музыкальных инструментов.
Работал в Регенсбурге, построил в городе и его окрестностях ряд органов.

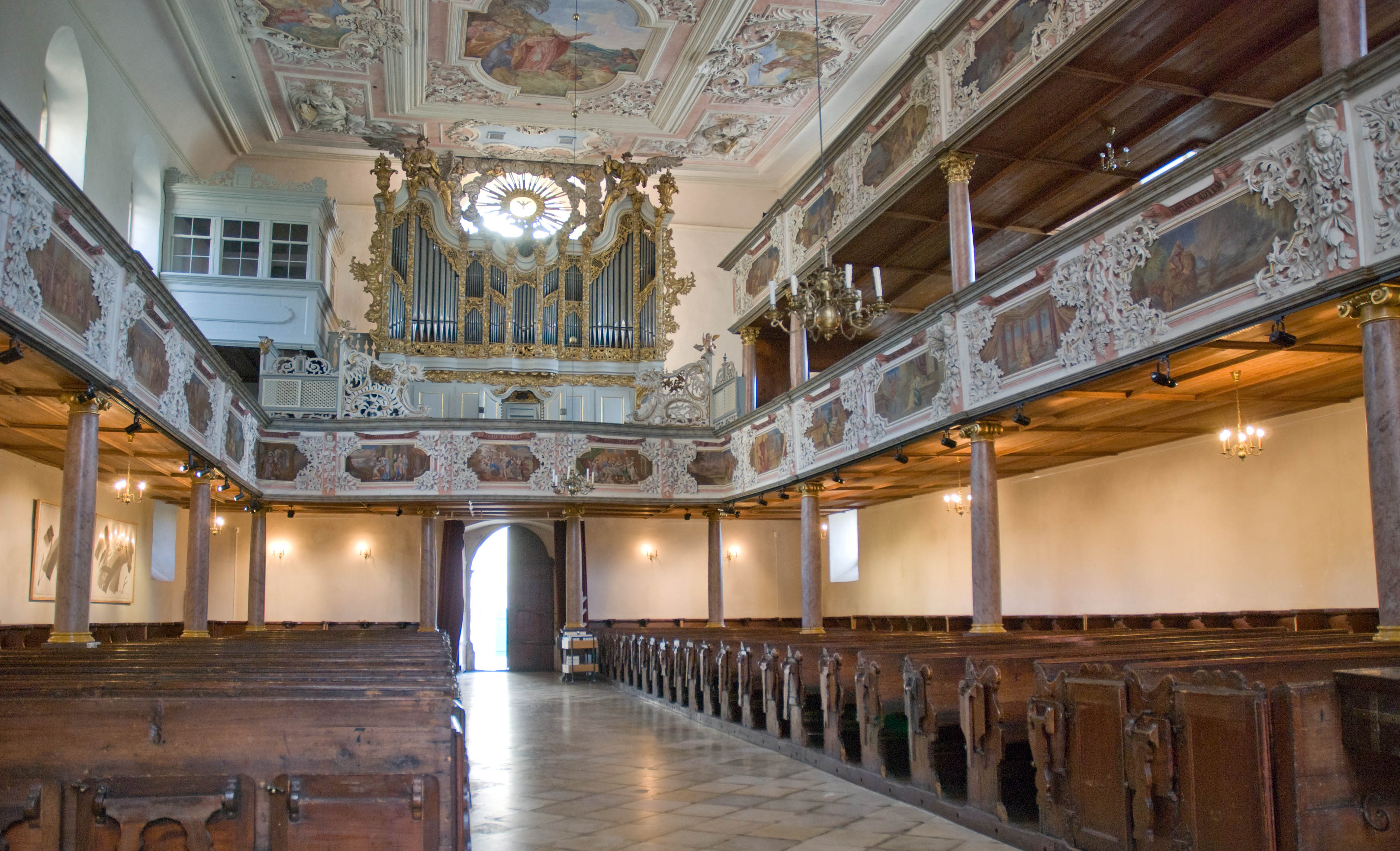
Орган в церкви Святого Освальда в Регенсбурге (работа Ф. Я. Шпета)

Известен, главным образом, как изобретатель тангентенфлюгеля — особой разновидности клавишного музыкального инструмента, переходной между клавесином и фортепиано. Совместно со своим зятем Кристофом Фридрихом Шмалем (фирма Späth & Schmahl) наладил в Регенсбурге производство нового инструмента. В расчёте на тангентенфлюгель написан ряд клавирных сочинений Карла Филиппа Эммануэля Баха, о своей симпатии к «шпетовскому клавиру» (нем. spättische Clavier) говорит в письме 1777 года Вольфганг Амадей Моцарт, хотя и в контексте перехода на более понравившийся ему инструмент Иоганна Андреаса Штайна, то есть на фортепиано.